# Саскачеванська молодіжна хокейна ліга
Саскачева́нська молоді́жна хоке́йна лі́га (англ. Saskatchewan Junior Hockey League — SJHL) — молодіжна гокейна ліга в Канаді, відкрита для гравців північноамериканського походження у віці 20 років або молодше. Частина канадської системи (піраміди) гокейних ліг «Junior».  У лізі грає 12 команд, розділених на дві конференції: «Айтек» (грец. Itech) та  «Шервуд» (англ. Sherwood). 
Головною особливістю ліги — представлення команд з невеличких містечок провінції Саскачеван; тим самим, SJHL залучує 400 000 прихильників щосезону — це майже половина населення провінції Саскачеван, які гаряче підтримують своїх представників.  Переможець у плей-оф ліги отримує можливість зігратив серії до семи ігор в Кубку Анавет (англ. Anavet Cup) супроти переможця Манітобської молодіжної хокейної ліги (англ. Manitoba Junior Hockey League). З черги, переможець Кубка Анавет матиме змогу взяти участь в фінальному раунді (група "A") Юнацької національної першості Канади (Junior "A" National Championship Canada), в боротьбі за  Кубок «Роял-Банк» (англ. Royal Bank Cup).

## Переможці Саскачеванської Молодіжної Хокейної Ліги
| - 2015 Мелфорт Мустанґс - 2014 Йорктон Тер'єрс - 2013 Йорктон Тер'єрс - 2012 Гумбольдт Бронкос - 2011 Ла-Ронж Айс Вулвс (La Ronge Ice Wolves) - 2010 Ла-Ронж Айс Вулвс (La Ronge Ice Wolves) - 2009 Гумбольдт Бронкос (Humboldt Broncos) - 2008 Гумбольдт Бронкос (Humboldt Broncos) - 2007 Гумбольдт Бронкос (Humboldt Broncos) - 2006 Йорктон Тер'єрс (Yorkton Terriers) - 2005 Йорктон Тер'єрс (Yorkton Terriers) - 2004 Кіндерслі Кліпперс (Kindersley Klippers) - 2003 Гумбольдт Бронкос (Humboldt Broncos) - 2002 Кіндерслі Кліпперс (Kindersley Klippers) - 2001 Вейбурн Ред-Вінґз (Weyburn Red Wings) - 2000 Норт-Батлфорд Норт-Старс (North Battleford North Stars) - 1999 Естеван Брюінз (Estevan Bruins) - 1998 Вейбурн Ред-Вінґз (Weyburn Red Wings) - 1997 Вейбурн Ред-Вінґз (Weyburn Red Wings) - 1996 Мелфорт Мустанґс (Melfort Mustangs) - 1995 Вейбурн Ред-Вінґз (Weyburn Red Wings) - 1994 Вейбурн Ред-Вінґз (Weyburn Red Wings) - 1993 Флін-Флон Бомберс (Flin Flon Bombers) - 1992 Мелфорт Мустанґс (Melfort Mustangs) | - 1991 Йорктон Тер'єрс (Yorkton Terriers) - 1990 Ніпавін Гокс (Nipawin Hawks) - 1989 Гумбольдт Бронкос (Humboldt Broncos) - 1988 Нотр-Дам Гаундс (Notre Dame Hounds) - 1987 Гумбольдт Бронкос (Humboldt Broncos) - 1986 Гумбольдт Бронкос (Humboldt Broncos) - 1985 Естеван Брюїнз (Estevan Bruins) - 1984 Вейбурн Ред-Вінґз (Weyburn Red Wings) - 1983 Йорктон Тер'єрс (Yorkton Terriers) - 1982 Принц-Альберт Рейдерс (Prince Albert Raiders) - 1981 Принц-Альберт Рейдерс (Prince Albert Raiders) - 1980 Принц-Альберт Рейдерс (Prince Albert Raiders) - 1979 Принц-Альберт Рейдерс (Prince Albert Raiders) - 1978 Принц-Альберт Рейдерс (Prince Albert Raiders) - 1977 Принц-Альберт Рейдерс (Prince Albert Raiders) - 1976 Принц-Альберт Рейдерс (Prince Albert Raiders) - 1975 Свіфт-Каррент Бронкос (Swift Current Broncos) - 1974 Принц-Альберт Рейдерс (Prince Albert Raiders) - 1973 Гумбольдт Бронкос (Humboldt Broncos) - 1972 Гумбольдт Бронкос (Humboldt Broncos) - 1971 Вейбурн Ред-Вінґз (Weyburn Red Wings) - 1970 Вейбурн Ред-Вінґз (Weyburn Red Wings) - 1969 Реджайна Петс (Regina Pats) |

## Колишні команди ліги
- Лебрет Іґлс (Lebret Eagles)
- Ллойдмістер Лансерс (Lloydminster Lancers)
- Мус-Джо Кенакс (Moose Jaw Canucks)
- Принц-Альберт Рейдерс (Prince Albert Raiders)
- Реджайна Блюз (Regina Blues)
- Реджайна Сільвер-Фоксес (Regina Silver Foxes)
- Саскатун Олімпікс (Saskatoon Olympics)
- Саскатун Рейдж (Saskatoon Rage)
- Свіфт-Каррент Індіанз (Swift Current Indians)
- Майнот Топ-Ґанз (Minot Top Guns)